# HD 12923
HD 12923，又名BD-00 318，SAO 129695、HR 616，是一颗恒星，视星等为6.28，位于銀經159.58，銀緯-57.4，其B1900.0坐标为赤經2h 1m 21.8s，赤緯-0° -57.4′ 32″。